# يوجين وانغشوك

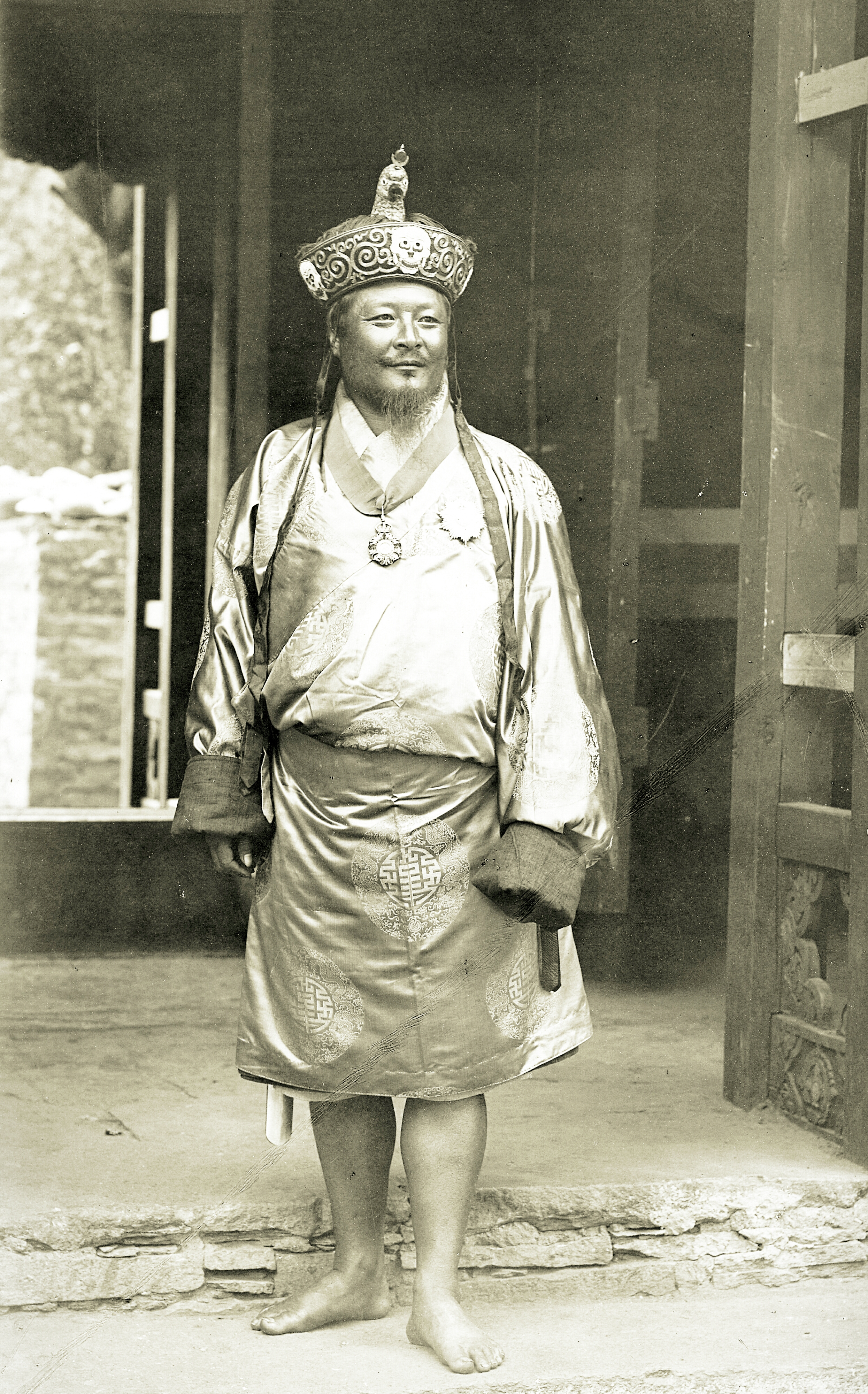
يوجين وانغشوك

يوجين وانغشوك (بالتبتية: ཨོ་རྒྱན་དབང་ཕྱུག)‏ هو الملك الأول لمملكة بوتان ولد عام 1861م وتوفي في عام 1926م تولى الحكم من عام 1907م إلى عام 1926م.